# 因弗克萊德 (英國國會選區)
因弗克萊德（英語：Inverclyde），英國國會蘇格蘭一郡選區，包括因弗克萊德全部。選區始創於2005年。
本區當區議員為工黨的大衛·凱恩斯。他在2010年大選中以56.0%選票成功連任。